# Српско војничко гробље код Скочивира
Село Скочивир, подно планине Ниџе, уз Црну Реку, налази се на удаљености од око 40 km од Битоља, на путу ка Кајмакчалану, у саставу општине Новаци, Северна Македонија. Код Скочивира налазе се 2 српска војничка гробља. Друго се налази у самом селу Скочивир, код цркве светог Петра.

## Историја
Битка за освајање Кајмакчалана у склопу Солунског фронта је остала запамћена по великом броју жртава које је имала српска војска и по тешким условима битке. Око 500 српских војника који су погинули у борбама на Кајмакчалану сахрањени су на српском војничком гробљу у селу Скочивиру, које се простире на око 3.500 m² површине.